# 遠東航空103便墜落事故

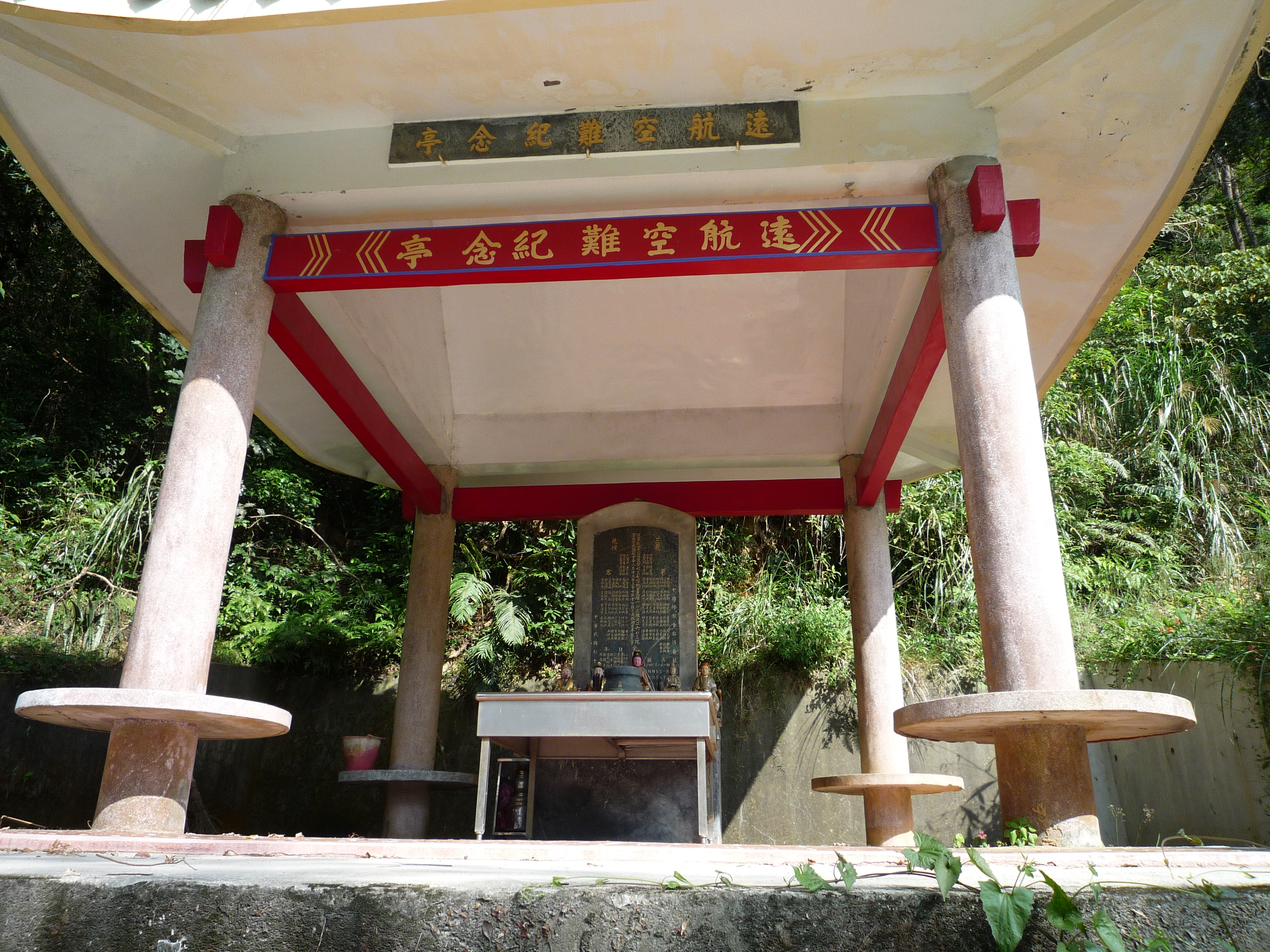
事故の慰霊碑

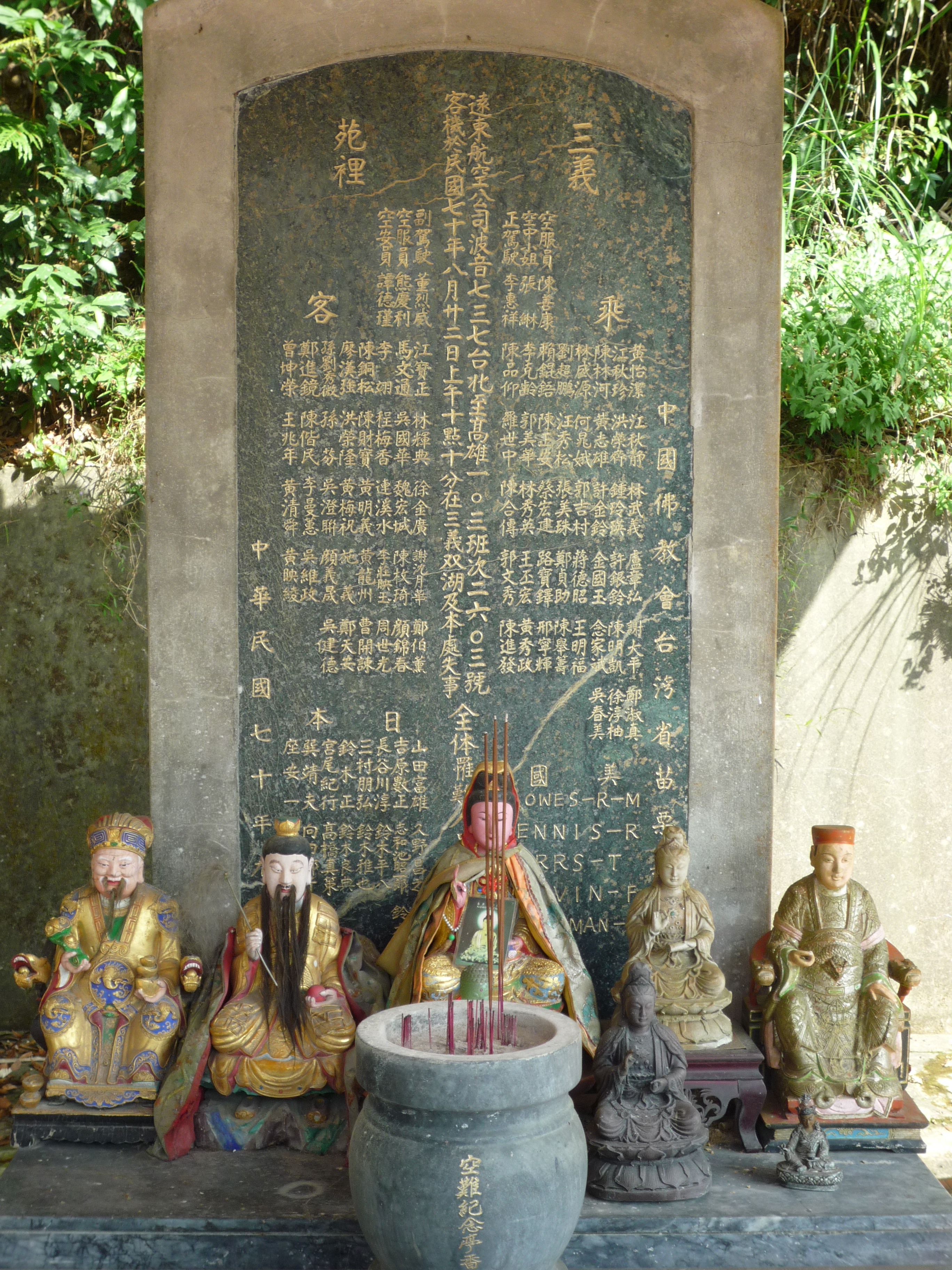
慰霊碑の碑文。向田邦子ら日本人の犠牲者の名前は左下に刻まれている

遠東航空103便墜落事故（えんとうこうくう103びんついらくじこ）は、1981年8月22日に台湾の航空会社であるファーイースタン航空（遠東航空）の旅客機が、巡航中に空中分解して墜落した航空事故である。
2021年現在、台湾で発生した航空事故としては二番目に多い犠牲者を出した事故となっている（最大の事故は1998年に発生したチャイナエアライン676便墜落事故（死者203名））。

## 事故の概略
台湾・台北松山空港発高雄行きの遠東航空103便ボーイング737-200（機体記号B-2603）が、台北を午前9:54に離陸して14分後、台北の南南西約150キロメートルの苗栗県三義郷上空高度22,000フィート（6,700メートル）を巡航中に突然空中分解し、山中に墜落した。
この事故で乗員6名、乗客104名の合わせて110名全員が死亡した。乗客には日本人18名が含まれていたが、その中に台湾への取材のため搭乗していた作家の向田邦子やシルクロード写真企画の火付け人であった志和池昭一郎がいたこともあって、日本社会にも大きな衝撃を与えた。他にアメリカ人2名も犠牲となっている。

## 事故原因
事故機は、1969年に製造された比較的使用年数の短いものであったが、海洋に近い台湾島内を頻繁に飛行し、また海産物のパッキングが不完全な状態で空輸することが多かったため、塩害の影響で与圧隔壁の腐食が著しく進行していた。これによって貨物室の外板が客室与圧に耐えられなくなって破壊され、空中分解に至ったものであった。
本事故の約2週間前の8月5日にも、当該機は台北から高雄へ向かう途中に客室の与圧が抜けるトラブルを起こしていた。この時は台北に引き返し、緊急着陸に成功している。その応急修理を終えて復帰した直後に本事故が発生しているため、このトラブルはその前兆であったとされる。
事故後、各国の航空当局はボーイング737の点検を命じ、後に外板は従来よりも厚いものに交換されるようになった。なお、事故後遠東航空はボーイング737をすべて退役させ、ボーイング757やMD-82に変更している。

## 事故機の経歴
事故機は1969年に製造され、ユナイテッド航空にN9058Uとして納入されたものを1976年にファーイースタン航空が買い取ったものである。

## 類似事故
1988年にも、アロハ航空の737型機が腐食で飛行中に外壁が破損する事故（アロハ航空243便事故）を起こしている。ただし奇跡的に全壊にまでは至らず、緊急着陸に成功し客室乗務員1名以外に死者はなかった。なお、この事故での破損部分は機体前方の客室天井であった。